# Crema de Falmouth
La crema de Falmouth fou un atac perpetrat per una flota de bucs de la Royal Navy a la ciutat de Falmouth, a Massachusetts (lloc de l'actual ciutat de Portland, a Maine), el 18 d'octubre de 1775. La flota era comandada pel capità Henry Mowat. L'atac va començar amb un bombardeig naval que va incloure un tir incendiari, seguit d'un desembarcament destinat a completar la destrucció de la ciutat. L'atac va ser l'únic gran esdeveniment del que se suposava que era una campanya de represàlia contra ports que havien donat suport a les activitats dels patriotes durant les primeres etapes de la Guerra d'Independència dels Estats Units.
Entre les colònies, les notícies de l'atac van provocar el rebuig contra l'autoritat britànica i l'establiment de governs independents. També va portar el Segon Congrés Continental a respondre al domini naval britànic amb la formació d'una Marina Continental. Tant Mowat com el seu superior, el vicealmirall Samuel Graves, que havia ordenat l'expedició de Mowat, van patir professionalment a conseqüència de l'esdeveniment.

## Rerefons
L'exèrcit britànic fou assetjat a Boston després de les batalles de Lexington i Concord el 19 d'abril de 1775. Va rebre suport i subministraments de la Royal Navy sota el comandament del vicealmirall Samuel Graves, que tenia ordres de l'Almirallat per suprimir la rebel·lió en expansió. Sota les seves ordres, es van buscar vaixells que poguessin ser emprats com a reserva militar i possibles comunicacions militars. Els vaixells lliurats van ser desposseïts dels seus pals i timons per evitar-ne l'ús per part dels corsaris i es va rescatar material militar de les restes de naufragis recents.
El capità Henry Mowat havia estat al port de Falmouth (actual Portland, Maine) el maig de 1775 durant la guerra de Thompson, quan els patriotes locals van capturar diversos vaixells que transportaven subministraments per a Boston i armament des de Fort Pownall fins a la desembocadura del riu Penobscot. Graves va ordenar a Mowat que «deixés cremar les restes i destruís les poblacions portuàries accessibles a les naus de Sa Majestat […] i particularment Machias, on el Margueritta va ser pres».

## Navegant a Falmouth
Mowat va sortir del port de Boston el 6 d'octubre de 1775 a bord del seu sloop de prospecció hidrogràfica de 16 canons HMS Canceaux en companyia del vaixell de 20 canons Cat, la goleta HMS Halifax de 12 canons, el bombarder HMS Spitfire i el vaixell de subministrament HMS Symmetry. Les seves instruccions eren àmplies en el nombre de possibles objectius i descartà atacar el cap d'Ann, on els edificis estaven massa separats perquè el foc de canons naval fos eficaç. El 16 d'octubre va arribar a les parts exteriors del port de Falmouth i hi va fondejar.
La gent de Falmouth va tenir reaccions diverses davant la presència de la flota britànica. Alguns reconeixien el Canceaux i creien que no hi havia perill, però els membres de la milícia recordaven la guerra de Thompson i van sospitar-ne. L'endemà va quedar sense vent, de manera que Mowat va virar els vaixells al port interior i els va ancorar prop de la ciutat. Va enviar a terra un dels seus tinents amb una proclamació que va declarar que era allà per «executar un càstig just» per l'estat de rebel·lió de la ciutat. Va donar dues hores a la ciutat per evacuar.
Tan bon punt van rebre aquest ultimàtum, els vilatans van enviar una delegació per demanar pietat a Mowat. Va prometre retenir foc si la ciutat feia jurament de lleialtat al rei Jordi i lliurava totes les seves armes curtes i pólvora, juntament amb les seves carretes. Com a resposta, la gent de Falmouth va començar a traslladar-se fora de la ciutat. No es van fer juraments; es va lliurar un petit nombre de mosquets, però no es van lliurar carretes.

## Atac
Mowat havia establert com a termini les 9 del matí del 18 d'octubre perquè la ciutat donés una resposta. Cap a les 9:40, la ciutat estava deserta, per la qual cosa va portar una bandera vermella al cap del pal del Canceaux i va ordenar que la flota comencés a disparar. Les bales de canó incendiàries van incendiar les instal·lacions del port i la majoria de cases i edificis públics de la ciutat. Un testimoni va denunciar:
«El bombardeig va començar des de tots els vaixells amb tota la rapidesa possible, descarregant-se a totes les parts de la ciutat […] una horrible pluja de bales de tres a nou lliures de pes, bombes, carcasses, metralla i bales de fusell […] El foc va durar, amb poc cessament, fins a les sis.»
Com que el bombardeig li semblava inadequat, Mowat va enviar un grup per incendiar qualsevol edifici que hagués sobreviscut. La milícia de la ciutat va oferir una resistència poc significativa, ja que la majoria prioritzava la seguretat de les seves famílies. Malgrat això, alguns dels soldats britànics desembarcats van ser morts o ferits. Al vespre, segons Mowat, «el cos de la ciutat estava en una sola flama».

## Conseqüències
Després del bombardeig, Mowat es va dirigir a Boothbay, on va incendiar algunes cases i va atacar el bestiar, però la seva expedició es va acabar. Les cobertes d'alguns dels seus vaixells havien estat insuficientment reforçades per artilleria prolongada, i molts dels canons havien saltat les seves muntures. Va tornar a Boston i va romandre allà durant l'hivern. L'almirall Graves va ser rellevat el desembre de 1775 i aquestes incursions punitives van ser abandonades gradualment. Una de les últimes incursions per venjar les pèrdues militars britàniques a mans dels patriotes americans va ser la crema de Norfolk el primer de gener de 1776, que va ser instigada per Lord Dunmore, el governador reial de la Colònia de Virgínia.

### Avaluació de danys

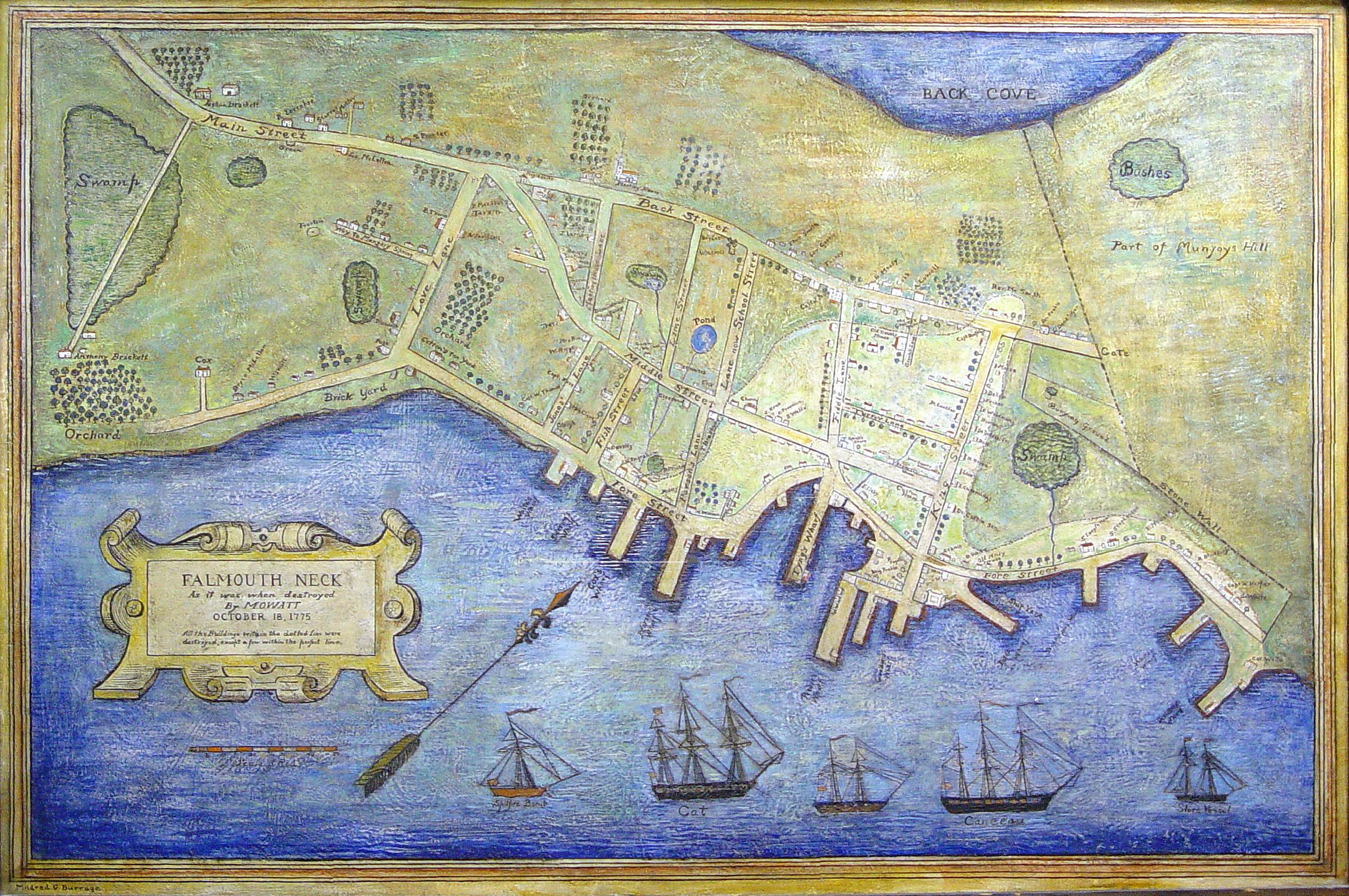
Mapa del 1850 que representa les zones danyades.

Més de 400 edificis i cases es van registrar com a malmesos o destruïts pel foc. En el seu informe a Graves, Mowat va declarar que onze vaixells petits van ser destruïts al port i quatre van ser capturats, a costa d'un home mort i un de ferit. Es va deixar que la gent es preparés per l'hivern. Un visitant a la ciutat, un mes després, va informar que no hi havia «allotjament, menjar o servei de neteja a Falmouth».
El 26 d'octubre, la ciutat va formar un comitè per recaptar fons per a les famílies en situació de problemes. Més de 1.000 persones s'havien quedat sense casa a causa de les incursions, incloent-hi almenys 160 famílies d'una població estimada de 2.500. El Congrés Provincial de Massachusetts va autoritzar el pagament de 250 lliures a les famílies en situació de problemes i es va disposar la distribució de fins a 15 bushels de blat de moro a les persones més pobres. Ja el 1779, es van donar beques addicionals a famílies necessitades de Falmouth. El 1784, els residents de Falmouth van construir més de 40 cases i 10 botigues. Cap al 1797, més de 400 habitatges havien estat construïts o reconstruïts, juntament amb fàbriques, oficines i edificis municipals.
La ciutat de Falmouth va valorar en més de 50.000 lliures les pèrdues en l'atac. Una part de Falmouth Neck es va separar políticament el 1786 per formar la ciutat de Portland (Maine), però no van rebre una recompensa important fins al 1791, quan el Congrés va concedir dues terres com a compensació. Aquestes terres es van convertir en les ciutats de New Portland i Freeman.

### Reacció política
Les notícies de la incursió van provocar un daltabaix a les colònies, alimentada especialment per la seva crueltat. El Congrés Provincial de Massachusetts va autoritzar l'emissió de patents de cors, amb la qual cosa es van llicenciar accions privades contra la marina britànica. El Segon Congrés Continental es va assabentar de l'esdeveniment quan va arribar la carta de la Proclamació de Rebel·lió del rei Jordi. Indignat per les notícies, el Congrés va recomanar que algunes províncies adoptessin l'autogovern i que es prenguessin naus de la Royal Navy a Carolina del Sud. L'atac a Falmouth va estimular el Congrés a avançar en els seus plans d'establir una Marina Continental. El 30 d'octubre va autoritzar l'encàrrec de dos vaixells «per a la protecció i defensa de les colònies unides». L'incident de Falmouth es va tornar a esmentar el 25 de novembre, quan el Congrés va aprovar la legislació descrita per John Adams com «el veritable origen de la Marina Americana».
Quan la notícia de l'esdeveniment va arribar per primera vegada a Anglaterra, va ser titllada com a propaganda rebel. Quan es van confirmar els informes, el superior de Graves, Lord George Germain, va expressar més sorpresa que ofensa: «Suposo que l'almirall Graves va tenir bones raons pel que va fer». Això va ser malgrat les ordres de no cometre aquests actes llevat que la ciutat es negués clarament a fer negocis amb els britànics. Graves va ser rellevat del seu comandament el desembre de 1775, en part a causa del seu fracàs a l'hora d'eliminar les forces navals nord-americanes.
Les notícies de l'esdeveniment també van arribar al govern francès, que seguia detingudament els desenvolupaments polítics a l'Amèrica del Nord. El secretari d'exteriors francès va escriure: «Difícilment puc creure aquest procediment tant absurd com bàrbar per part d'una nació il·luminada i civilitzada».
La carrera de Mowat va patir arran de les seves accions. Va ser repetidament obviat per a la promoció, que va aconseguir només quan va minimitzar el seu paper en l'esdeveniment o el va ometre completament del seu expedient.

## Actes de represàlia similars
El 30 d'agost de 1775, el capità de la Royal Navy James Wallace, que comandava l'HMS Rose, va disparar cap a la ciutat de Stonington (Connecticut) després que els seus vilatans haguessin impedit que el Rose capturés un vaixell que havia perseguit al port. Wallace també va disparar a la ciutat de Bristol, a Rhode Island, l'octubre de 1775, després que els seus vilatans es neguessin a lliurar-li bestiar.